# Гонноскодіна
Гонноскодіна, Ґонноскодіна (італ. Gonnoscodina, сард. Gonnoscodina) — муніципалітет в Італії, у регіоні Сардинія, провінція Ористано.
Гонноскодіна розташована на відстані близько 400 км на південний захід від Рима, 60 км на північний захід від Кальярі, 31 км на південний схід від Ористано.
Населення — 493 особи (2014).
Щорічний фестиваль відбувається 20 січня. Покровитель — San Daniele.

## Демографія
Населення за роками:

Станом на 1 січня 2023 року в муніципалітеті офіційно проживало 9 іноземців з 4 країн, серед них 1 громадянин країн Євросоюзу.

## Сусідні муніципалітети
- Баресса
- Гонностраматца
- Мазуллас
- Сідді
- Сімала